# Пелагічні організми
Пелагі́чні органі́зми — рослини та тварини, які мешкають у товщі води (від поверхні до дна), тобто у межах пелагічної зони.

## Поділ на групи

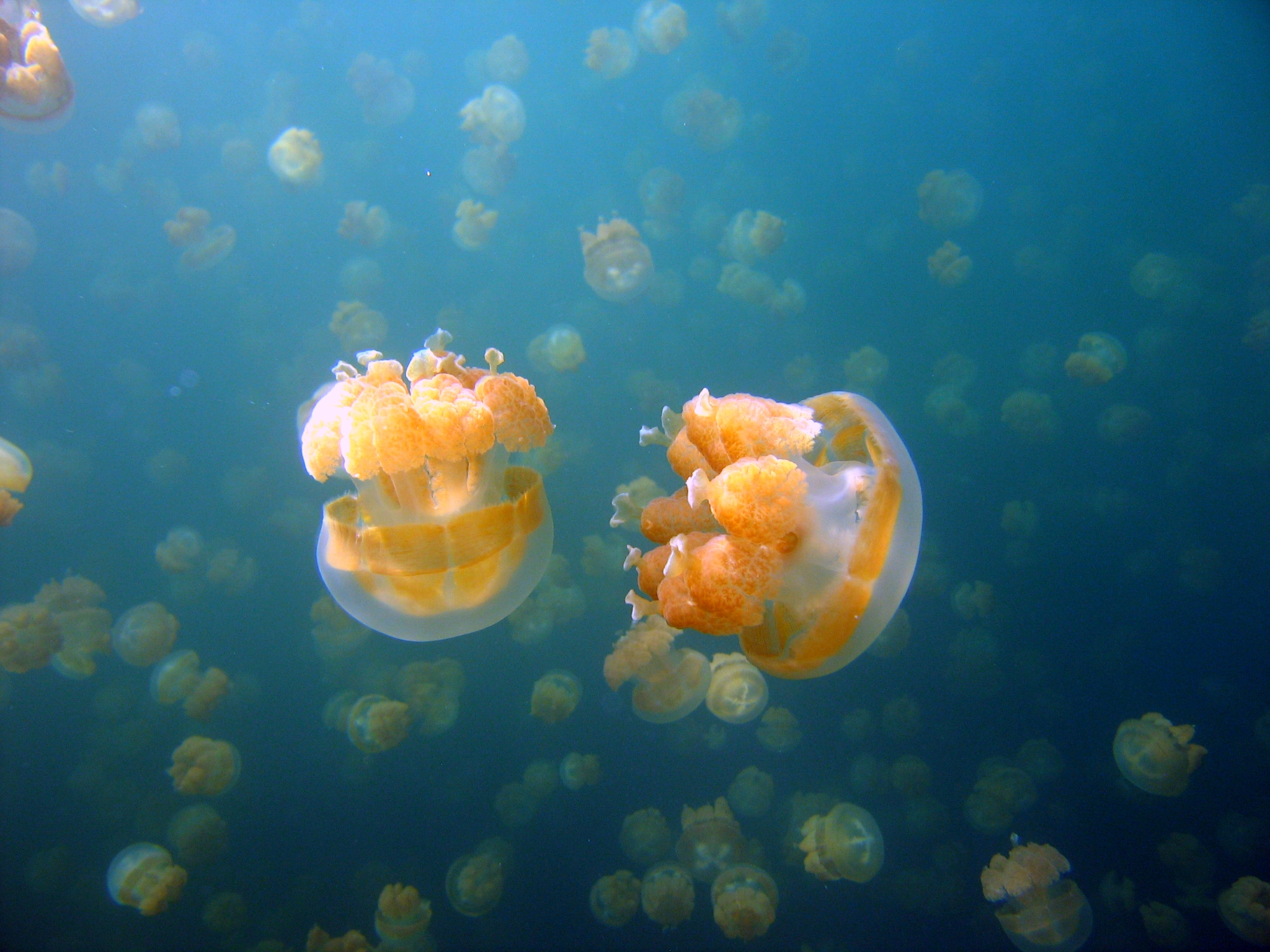
Медузи тримаються у товщі води завдяки студентистим тканинам.

Пелагічні організми поділяються на такі групи:
- організми, які пасивно плавають на поверхні або у підповерхневому шарі (плейстон, нейстон);
- організми, які пасивно плавають у товщі води (планктон);
- організми, які активно плавають у товщі води (нектон);

В залежності від періоду перебування організмів у пелагіалі їх поділяють на:
- голопелагічні — мешкають у пелагіалі протягом усього життя;
- меропелагічні — пов'язані з пелагіаллю тимчасово (планктонні личинки та дорослі особини донних організмів).

## Вертикальна зональність

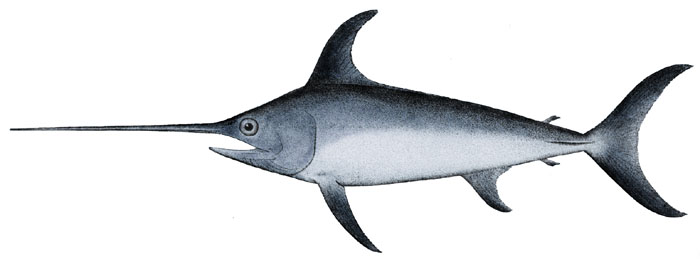
Риба-меч є типовою пелагіальною рибою.

Поширення організмів у товщі води пов'язано з різними умовами існування на різній глибині.
В епіпелагіалі, де достатня кількість світла, концентруються більшість рослинних і тваринних організмів. Саме тут відбувається утворення найбільшої кількості первинної продукції. Серед тварин домінують риби, акули, дельфіни, медузи.
У мезопелагіалі, де кількість світла обмежена, зустрічаються риба-меч, риби родини зубаткові (Anarhichadidae), кальмари, каракатиці та інші організми, які мешкають на середній глибині. У цій зоні зустрічається багато люмінесцентних організмів.
У батіпелагіалі через відсутність світла рослинні організми не зустрічаються, тваринні живляться за рахунок органічних решток, які потрапляють сюди з шарів, розташованих вище. Інколи трапляються організми, здатні до люмінесценції (наприклад, мікрофотофі риби (Myctophidae). Зустрічаються кальмари (наприклад, гігантський кальмар архітеутис), тут полюють кашалоти.
В абісопелагіалі тваринний світ дуже бідний. Зустрічається декілька видів кальмарів, голотурії, морські зірки.

## Пристосування до життя у пелагіалі

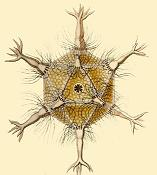
Радіолярії тримаються у товщі води завдяки виростам скелету та псевдоподіям.

Різні організми мають подібні пристосування до мешкання у пелагіалі, які забезпечують їхню плавучість:
- газові міхури (деякі водорості);
- газові камери (сифонофора фізаліс);
- плавальний міхур (риби);
- насиченість тіла водою та студенистість тканин (серед кишковопорожнинних — медузи; серед покривників — апендикулярії та сальпи);
- велика кількість жиру у клітинах та тканинах (риби, китоподібні);
- збільшення поверхні тіла за рахунок відростків (скелети радіолярій, променяків, фораменіфер; придатки личинок ракоподібних);
- пристосування, що забезпечують активний рух (війки найпростіших, плавці риб тощо).

## Значення
Фітопланктон є основним продуцентом органічних речовин у водному середовищі.
Скелети відмираючи пелагічних організмів утворюють океанічні донні відклади (діатомові, радіолярієві, фораменіферові та птероподові мули).